# 그랜드 테프트 오토: 바이스 시티
《그랜드 테프트 오토: 바이스 시티》(영어: Grand Theft Auto: Vice City)는 록스타 노스가 개발하고 록스타 게임스가 발매한 샌드박스형 액션 어드벤처 게임이다. 이 게임은 3D 그래픽을 사용한 두 번째 그랜드 테프트 오토시리즈이며, 전체 시리즈 중에서는 6번째로 발매된 게임이다. 이 게임은 2002년 10월 27일 북미 지역에서 플레이스테이션 2용으로 가장 먼저 발매되었으며, 이어서 2003년 엑스박스와 PC용으로 발매되었다. 바이스 시티는 그랜드 테프트 오토 3을 계승하고 있으며, 이후 그랜드 테프트 오토: 산 안드레아스로 이어지게 된다.
바이스 시티는 gta3보다 과거 배경인 1980년대의 미국 대중 문화에서 얻은 영감을 그려내고 있다. 1986년의 가상의 미국 내 도시 바이스 시티가 무대이며, 이 도시는 마이애미가 모델이 되었다. 게임의 이야기는 예전에 리버티 시티에서 실수로 11명을 죽여버려 15년동안 감옥에서 갇혀있다가 교도소에서 갓 출옥한 토미 버세티를 중심으로 돌아간다. 버세티가 관여한 마약 거래가 잘못되자(이 때 바이스시티 스토리즈의 주인공인 빅터 밴스가 죽는다), 졸지에 써니의 물건을 날려버린 버세티는 바이스 시티 범죄계에서의 신망을 회복하고 권력을 얻기 위해 노력하게 된다. 이 게임은 거대한 도시의 모습, 빌딩 옆의 숲, 차량, 그리고 사람들을 그랜드 테프트 오토 3에서 사용하였던 엔진을 개량함으로써 묘사해 내었다. 다른 그랜드 테프트 오토 시리즈들과 마찬가지로, 바이스 시티는 자동차 운전, 3인칭 슈팅, 그리고 플레이어가 자신의 게임 경험을 보다 능동적으로 결정할 수 있는 '열린 세계(open-world)' 게임 플레이의 특징을 보여준다. 그리고 추가적으로 몇가지 전작에서의 문제점을 개선했다.
발매되자 마자, 바이스 시티는 2002년 최고로 많이 팔린 비디오 게임이 되었다. 2006년 7월에, 바이스 시티는, 북미 지역에서 팔린 전체 플레이스테이션 2 게임 타이틀 중 가장 많이 팔린 게임이 되었다. 또한 바이스 시티는 2006년, 일본 잡지 패미쓰의 독자들이 선정한 시대를 불문한 최고의 비디오 게임 100개에 선정되기도 하였는데, 이는 서구 게임 중에서는 유일한 것이었다. 이러한 성공에 힘입어, 바이스 시티는 유럽, 오스트레일리아, 그리고 일본에서 PC 버전으로도 발매됐다. 록스타 비엔나는 또한 바이스 시티의 전작인 그랜드 테프트 오토 3을 함께 포장한 '그랜드 테프트 오토 : 더블 팩을 엑스박스용으로 발매하기도 하였다. 바이스시티의 설정은 그랜드 테프트 오토 : 바이스 시티 스토리에서 다시 선보였는데, 이 게임은 바이스 시티 본편의 무대로부터 2년전에 있었던 이야기를 다루고 있다.
원래 바이스 시티는 싱글 플레이만을 지원하지만, 비공식 멀티플레이어 모드(MTA, Multi Theft Auto)가 게이머들에 의해 제작되었다.

## 모바일
2012년 12월 스마트폰 OS인 안드로이드와 iOS로 10주년 기념작이 발매되었다. 모바일 버전으로 발매된 바이스 시티는 GTA 시리즈 최초의 공식 한글화가 되었지만 대한민국에서는 안드로이드 마켓인 구글 플레이 스토어의 국가 제한으로 인해 구매 및 다운로드가 불가능하다. 그러다 최근에 들어 다시 판매가 진행되었다.

## 멀티 플레이어
서버 당 최대 100명의 플레이어까지 멀티 플레이어 모드를 추가로 수정하는 Vice City Multiplayer (VCMP)가 있다. 작지만 활동적인 커뮤니티가 있다.